# Хайп-проект
Хайп (от англ. HYIP — High Yield Investment Program, также Хип, Хи-Айпи) — для финансовых компаний подразумевают мошеннический проект, похожий на инвестиционный фонд с высокой доходностью, разновидность финансовой пирамиды, инвестиционной аферы, которая обещает высокую окупаемость инвестиций, выплачивая прежним участникам деньги за счёт поступлений от новых клиентов.

## Механизм аферы
Обычно хайп-проекты являются финансовыми пирамидами, выплачивающими баснословные проценты за счёт новых поступлений и привлечения большого количества участников. Тем самым происходит подпитка свежими деньгами. После того, как поток денег прекращается или его не хватает для покрытия текущих обязательств, хайп закрывается, все выплаты прекращаются, а в редких случаях хайп рестартует, но срок службы следующей серии хайпа значительно меньше предыдущей.
На данный момент это, в основном, онлайн-проекты, которые работают с электронными валютами. Администраторы хайп-фонда обычно создают веб-сайт, предлагающий «инвестиционную программу», которая обещает очень высокие доходы, такие как 1 % в день (ежедневные сложные проценты составят {\displaystyle ((1+1/100)^{365}-1)*100\%=3678} процентов годовой доходности), раскрывая мало или не раскрывая совсем сведения об основном управлении, местоположении или другие аспекты того, как деньги должны быть инвестированы (как правило, потому что деньги на самом деле не инвестируются) и о том, как предлагается производить возврат вложений, за исключением утверждений, что будут производиться различные виды торговли на рынках акций и других рынках, таких как Форекс. Иногда хайп-фонды используют эмоциональную привлекательность, обращаются к вере и обещают помочь достичь финансовой независимости.
Американская Комиссия по ценным бумагам и биржам заявила «эти мошеннические схемы включают в себя предполагаемый выпуск, торговлю или использование так называемых финансовых инструментов „основных“ банков, „основных“ Европейских банков или „основных“ мировых банков или других „высокодоходных инвестиционных программ“. Мастера афер стремятся ввести в заблуждение инвесторов, предлагая, чтобы хорошо зарекомендовавшие себя и финансово обеспеченные учреждения участвовали в этих фиктивных программах.» В 2010 году Служба регулирования отрасли финансовых услуг предупредила: «HYIP’ы используют множество веб-сайтов и социальных сетей, в том числе YouTube, Twitter и Facebook, чтобы заманить инвесторов, создать „шумиху“ и иллюзию социального согласия, которая заключается в использовании мошенниками основной тактики убеждения, что „раз каждый инвестирует в HYIP’ы, поэтому они должны быть законными.“»
Хотя различные варианты схемы Понци существовали, по крайней мере, с начала 1900-х годов, развитие цифровых платёжных систем значительно облегчило операторам веб-сайтов приём платежей от людей по всему миру. Администраторами хайп-фондов обычно используются электронные платёжные системы потому, что работу с ними организовать намного легче, чем с традиционными банковскими счетами. Некоторые администраторы хайп-фондов открыли свои собственные компании цифровых валют, которые впоследствии свернули. Примерами могут служить Standard Reserve, OSGold, INTGold, EvoCash и V-Money. Система StormPay стартовала таким же образом в 2002 году, но продолжала работать даже после того, как хайп-проект, для обслуживания которого StormPay запустили, был закрыт штатом Теннесси. Для платежей хайпы обычно используют анонимные электронные платёжные системы, такие, как Liberty Reserve и Perfect Money, а также Биткойн и его форки. Иногда это могут быть даже банковские переводы. С недавних пор система WebMoney перестала работать почти со всеми хайпами, рассматривая их в соответствии с законами РФ как мошеннические организации.
Некоторые хайп-фонды были основаны в странах со слабыми законами о мошенничестве, чтобы обеспечить иммунитет против законодательства о ценных бумагах других стран. Зачастую администраторы хайп-фондов размещают свой веб-сайт для приёма платежей на веб-узле с анонимным хостингом.
Множество хайпов можно разделить на виды: быстрые, среднесрочные, долгосрочные.
Обычные среднесрочные хайп-фонды обещают доходность на уровне 1—3 % в сутки. Подобные проекты могут жить весьма продолжительное время — около 6—9 месяцев. Всё зависит от целей администратора такого фонда и умения его раскрутить.
Быстрый хайп (Fast HYIP) живёт самое короткое время, но обещает инвестору по 5—50 % в сутки. Такой вид инвестирования скорее напоминает рулетку: повезёт/не повезёт.
Долгосрочный хайп (Long term HYIP) платит относительно небольшой процент, выплаты бывают гораздо реже, уже не ежедневно, как у среднесрочных и быстрых хайпов, а примерно раз в неделю.
Зачастую на хайпах пытаются заработать деньги, вкладывая их в проект на достаточно ранней стадии, а затем изымая средства до того, как схема обрушится, поживившись за счёт вступивших позднее. Это само по себе очень рискованно, поскольку опоздание с выходом из схемы может привести к потере всех или существенной части вложенных денег. Чтобы уменьшить этот риск, используют «сайты отслеживания», на которых перечислены хайпы и их текущее состояние. Доктор Ричард Клэйтон, эксперт по компьютерной безопасности, в своих исследованиях утверждает, что нет достаточных доказательств, что сайты отслеживания действительно могут помочь инвесторам заработать больше денег.

## Характерные признаки хайпа
Есть несколько признаков, по которым можно определить, что речь может идти о мошеннической инвестиционной программе:
- акцент делается на высокой доходности, при этом риски замалчиваются или вовсе отрицаются
- чрезмерное убеждение в гарантированности возврата инвестиций
- обещание очень высокой доходности (быстрого заработка)
- использование фиктивных объектов инвестирования
- отсутствие реквизитов организации, полных контактных данных (адрес офиса, стационарный телефон и т. д.)
- отсутствие лицензий и официальных документов (или предоставление подложных)
- непрозрачная схема использования финансов, общие формулировки, «секретность», чрезмерная сложность или размытость объяснений сути и направлений инвестиций
- утверждения о том, что данные инвестиции являются эксклюзивной возможностью

## Примеры

### Zeek Rewards
17 августа 2012 года Комиссия по ценным бумагам и биржам подала жалобу на Пола Бёркса и его компанию Zeek Rewards из Северной Каролины. Пол Бёркс запустил Zeek Rewards, обещая вкладчикам доход от размещения средств на Zeekler (сайт с копеечным аукционом). Деньги, вложенные в Zeek Rewards, приносили ежедневный доход в размере 1,5 %. Вкладчикам было рекомендовано для увеличения своих доходов свыше получаемых сложных процентов ещё и привлекать новых членов в «форсированную матрицу». Комиссия утверждает, что эта схема форсированных матричных выплат представляет собой финансовую пирамиду. Новые вкладчики должны были заплатить ежемесячную абонентскую плату в размере от 10 до 99 долларов США и обеспечить первоначальный взнос в размере до 10 000 долларов. Чем выше первоначальный взнос, тем выше доходность. Комиссия по ценным бумагам и биржам заявила, что сайт Zeekler принес только около 1 % предполагаемых доходов компании Zeek Rewards и что подавляющее большинство выплаченных средств было выплачено за счёт новых вкладов. Комиссия утверждает, что Zeek Rewards — это финансовая пирамида объёмом 600 миллионов долларов, затрагивающая 1 миллион человек, которая станет одной из крупнейших в истории по количеству затронутых вкладчиков. Назначенный судом конкурсный управляющий подсчитал, что сумма в размере 600 млн долларов может быть «нижней оценкой» и что число вкладчиков может достигать 2 млн человек.
Пол Бёркс заплатил 4 миллиона долларов Комиссии по ценным бумагам и биржам и согласился сотрудничать со следствием в отношении себя. В феврале 2017 года Беркс был приговорен к 14 годам и 8 месяцам тюремного заключения за своё участие в Zeek Rewards.

### OSGold
OSGold был основан как имитатор платёжного средства E-gold в 2001 году Дэвидом Ридом и запущен в оборот в 2002 году. Согласно иску, поданному в окружной суд США в начале 2005 года, администраторы OSGold могли украсть 250 миллионов долларов. CNET сообщил, что «в разгар своей популярности валюта OSGold имела более 60 000 учётных записей, созданных людьми, привлечёнными обещаниями „высокодоходных“ вложений, которые гарантировали бы ежемесячные доходы от 30 до 45 процентов.»

### PIPS
PIPS (People in Profit System — рус. Люди в Прибыльной Системе, или Pure Investors — рус. Безупречные Инвесторы) был начат Брайаном Марсденом в начале 2004 года и охватывал более 20 стран. PIPS заинтересовал Центральный Банк Малайзии в 2005 году. В результате расследования Марсден и его жена были обвинены малайзийским судом по 97 пунктам в отмывания денег более чем на 77 миллионов малайских ринггитов (20 млн долларов США).

### Colonyinvest
Ещё один крупный случай произошел в Таиланде в 2008 году. Colonyinvest обманул 50 000 тайских вкладчиков на приблизительно 5 млрд батов (около 150 млн долларов США).

### Другие хайп-проекты
Другие хайп-проекты, которые были закрыты из-за юридических нарушений, включают Ginsystem Inc. в Сингапуре, City Limouzine в Индии, EMGOLDEX или Emirates Gold Exchange — рус. Золотая Биржа Эмиратов, и WorldWide Solutionz в Южной Африке.